# Cantone di Espíndola
Il Cantone di Espíndola è un cantone dell'Ecuador nella Provincia di Loja con capoluogo Amaluza.